# BOV
A BOV (szerbük: Borbeno Oklopno Vozilo, magyarul páncélozott harcjármű) összkerékhajtású páncélozott jármű, melyet az egykori Jugoszláviában gyártott 1977-től a Maribori Autógyár (TAM).

## Leírás
A BOV páncélgépkocsiban tíz ember számára alakítottak ki férőhelyet, beleértve a vezetőt, az irányzót és nyolc főnyi gyalogos katonát. A jármű négykerekű, összkerékmeghajtású, meghajtásáról egy 150 lóerős (110 kW), 2650 fordulatszámú Deutz típusú F6L413F hathengeres dízelmotor gondoskodik.

## Alkalmazása
A BOV páncélgépkocsikat a rendfenntartóerők és a hadsereg is alkalmazza. A rendőrségi erők számára tömegoszlatási célra rendelkezésre állnak géppuskával, vízágyúval, füst- és ködgránátvetővel felszerelt változatok is.

## Változatok
- BOV–1 – páncéltörő-rakétás változat hat darab 9M14 Maljutka rakétával felszerelve. Egyéb megnevezése a POLO M–83.
- BOV–3 – légvédelmi változat egy háromcsövű M55A4B1 20 mm-es gépágyúval felszerelve. Lőszerjavadalmazása 1500 lövedék.
- BOV–30 – 30 mm-es ikercsövű gépágyúval felszerelt változat, amelyből csak prototípus készült.
- BOV–M – páncélozott szállító változat, melyet a milícia számára gyártottak. Ezt a változatot ellátták ködgránátvetőkkel és egy 7,62 mm-es vagy 12,7 mm-es géppuskával.
- BOV–SN – mentőautó.
- BOV–VP – páncélozott szállító változat, melyet a katonai rendészet számára gyártottak. Egyéb megnevezése az M–86.

## Alkalmazók
- Bosznia-Hercegovina – 34 darab BOV–VP és 39 darab BOV–3
- Horvátország – 44 darab BOV–3, 37 darab BOV–1 és 54 darab BOV–VP
- Szerbia – 58 darab BOV–VP, 84 darab BOV–1 és 65 darab BOV–3
- Szlovénia – korábban 12 darab BOV–VP és 28 darab BOV–M (raktáron), egy részüket Ukrajnának adományozták. Szlovénia típust 2023-ban vonta ki.
- Ukrajna – 26 darab, amelyet Szlovénia adományozott katonai segélyként (20 darab BOV-M, 6 darab BOV–3)[1]

### Korábbi alkalmazók
- Jugoszlávia – az utódállamok kapták meg

## Képgaléria

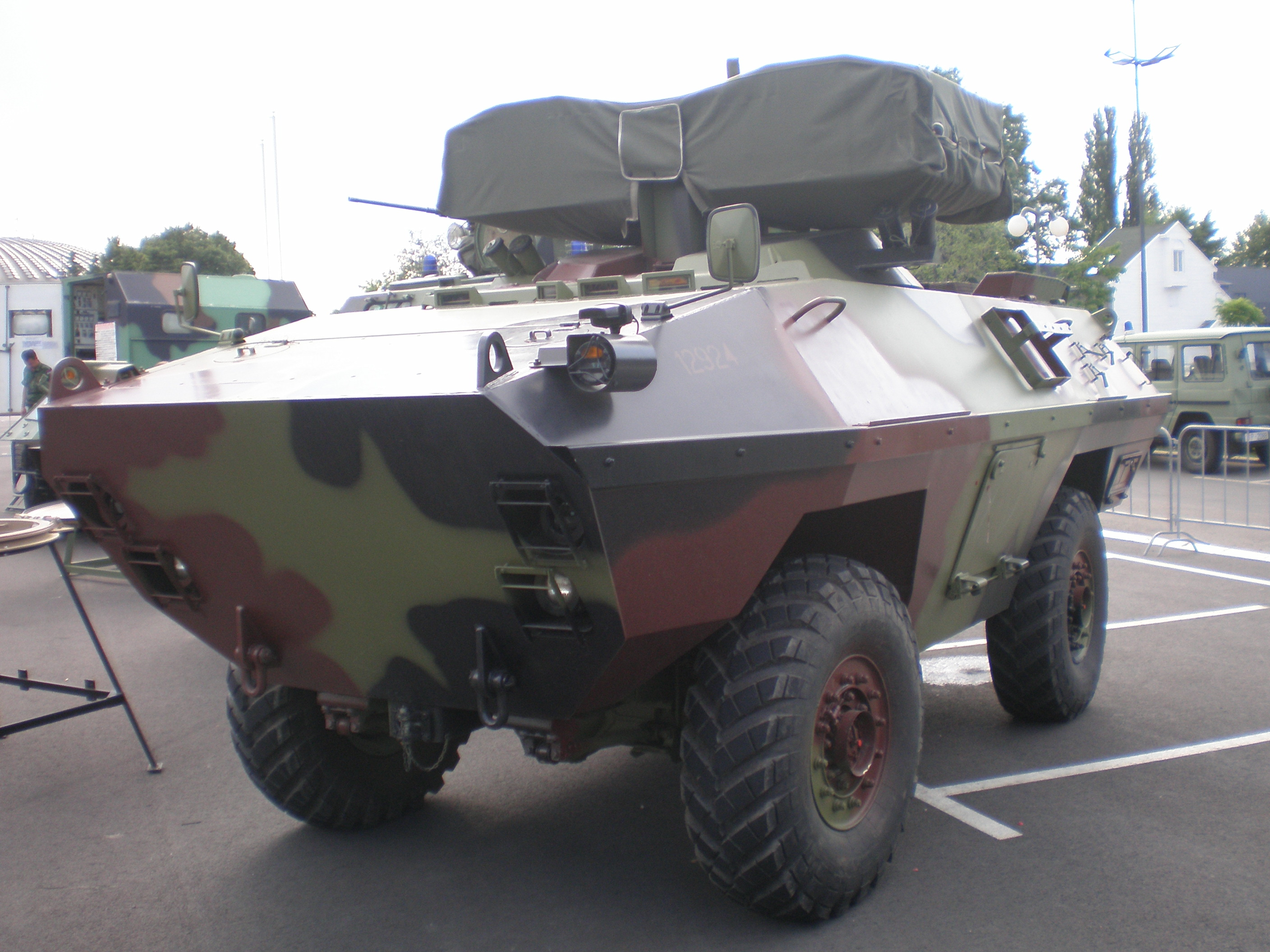
BOV–1 páncéltörő-rakétás jármű.
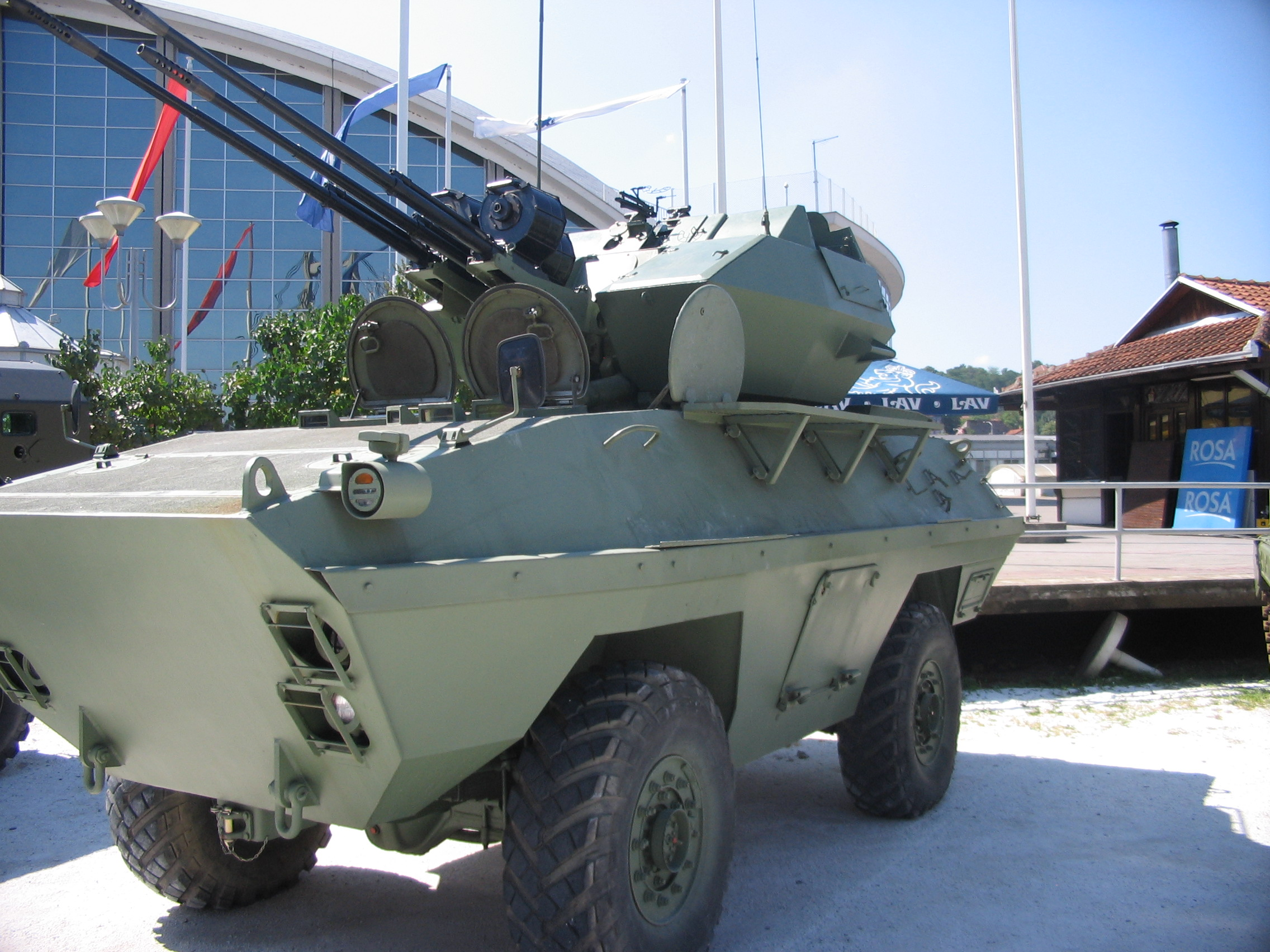
BOV–3 légvédelmi jármű.
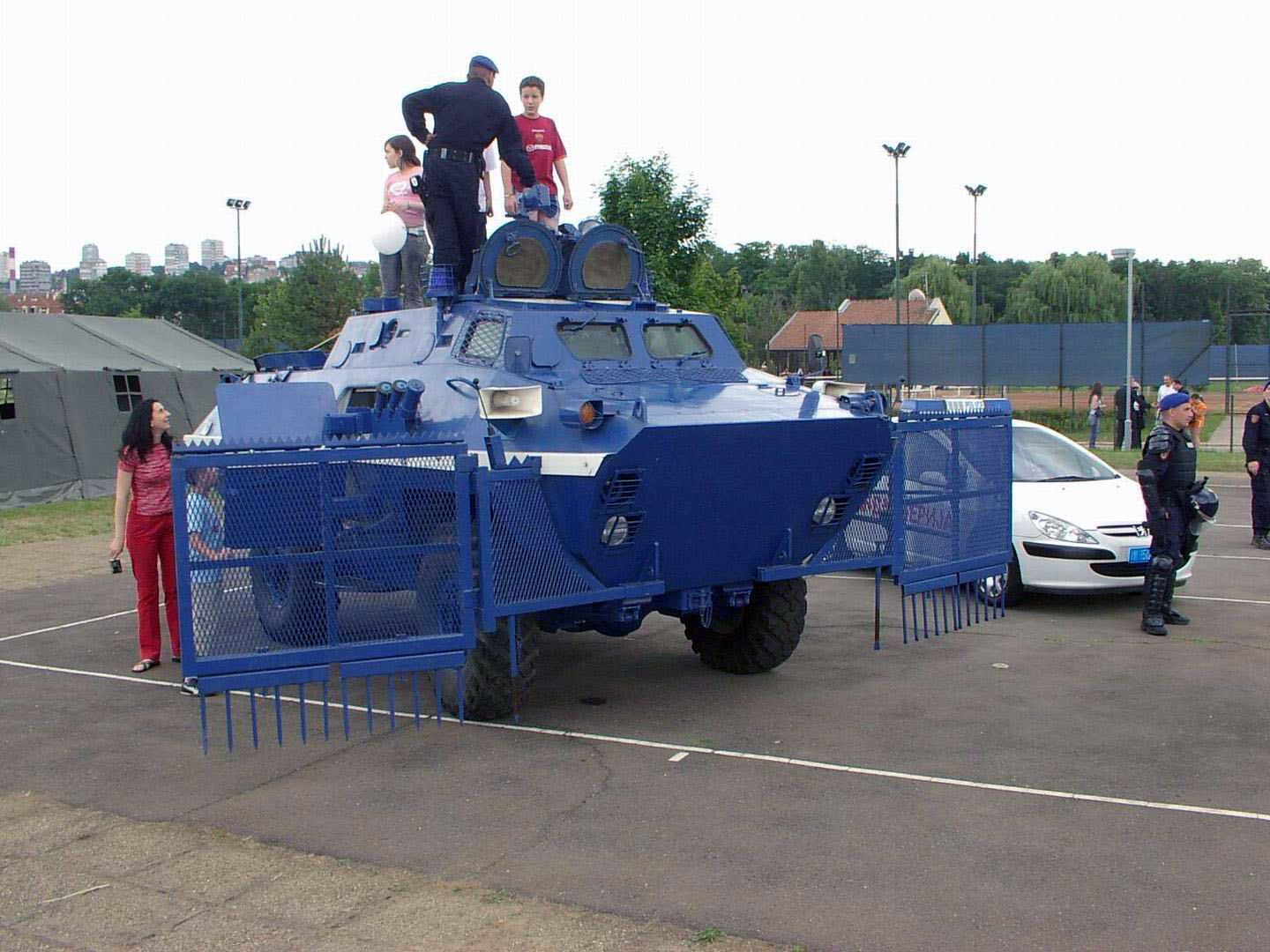
BOV–M tömegoszlató jármű.
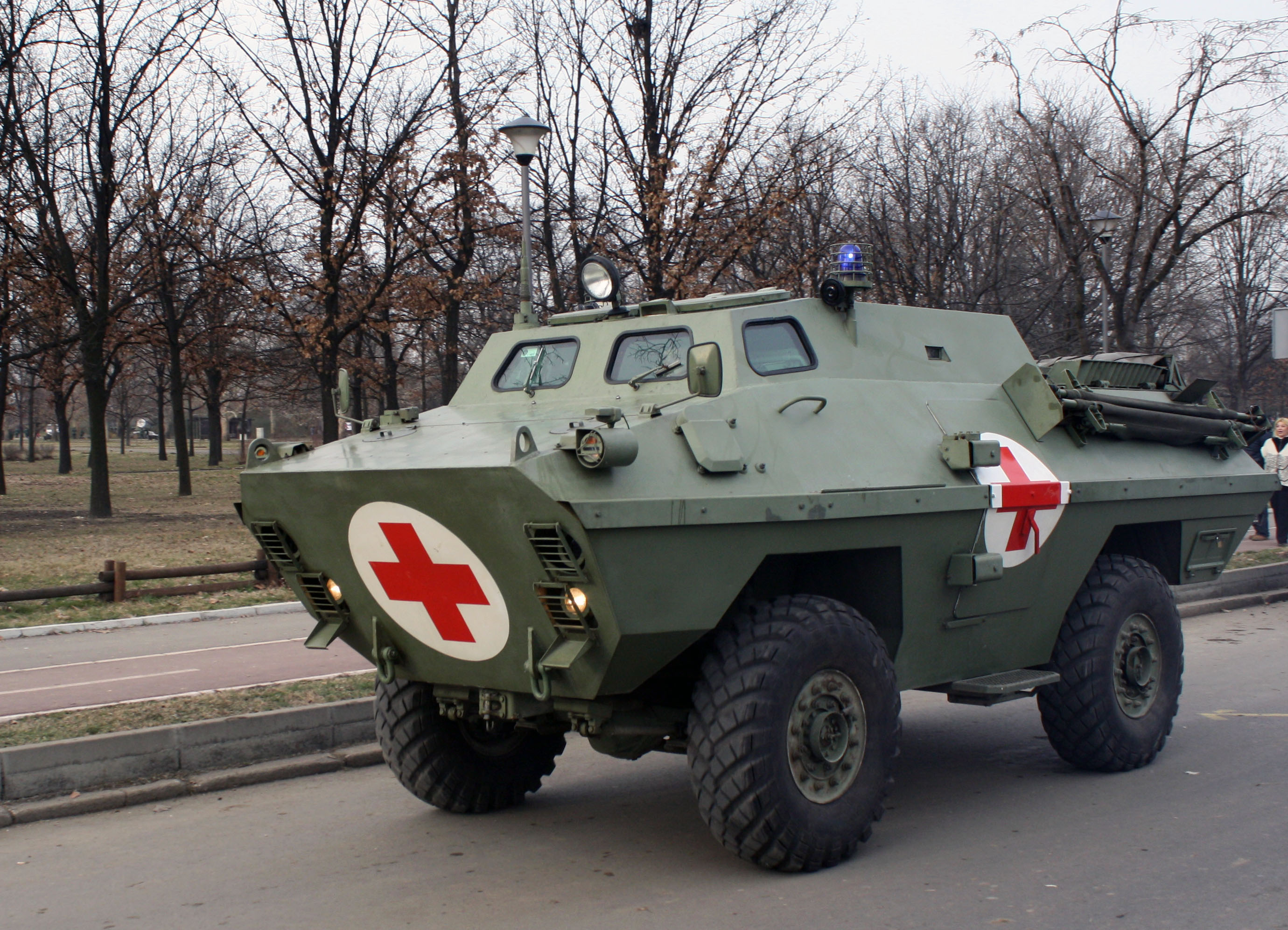
BOV–SN páncélozott mentőautó.
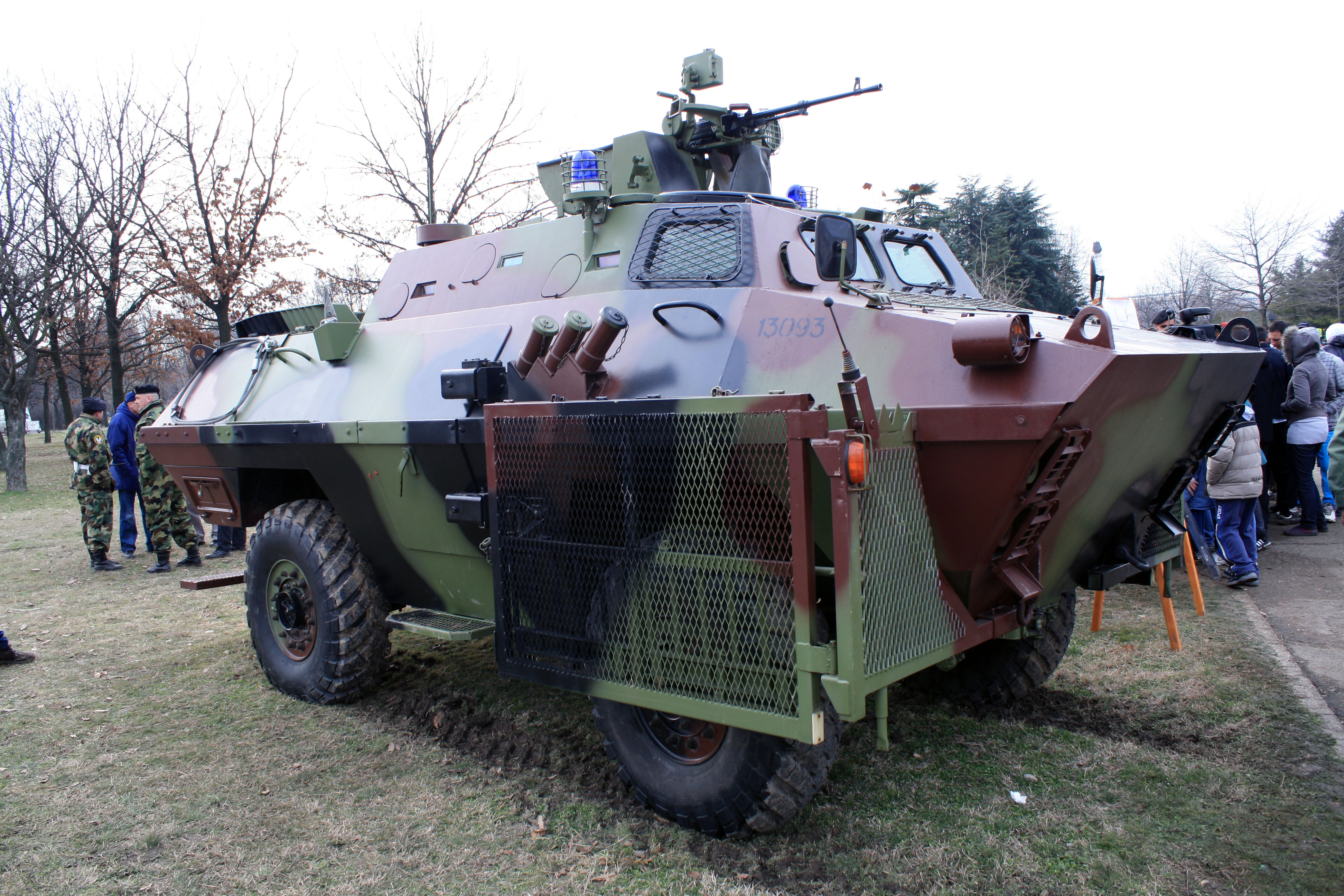
BOV–VP páncélozott szállító harcjármű.

## Fordítás
Ez a szócikk részben vagy egészben  a   BOV (APC) című angol Wikipédia-szócikk ezen változatának fordításán alapul.  Az eredeti cikk szerkesztőit annak laptörténete sorolja fel. Ez a jelzés csupán a megfogalmazás eredetét és a szerzői jogokat jelzi, nem szolgál a cikkben szereplő információk forrásmegjelöléseként.